# Schwalm (Landschaft)
Die Schwalm ist eine naturräumliche Landschaft innerhalb der Westhessischen Senke, die zugleich das kleinste Becken innerhalb dieses Naturraumes ist. Sie ist benannt nach dem Fluss Schwalm, an dessen Mittellauf sie liegt. Im Osten wird die Schwalm durch das Knüllgebirge, im Süden durch nördliche Ausläufer des Vogelsberges und im Westen durch die Gilserberger Höhen begrenzt. Im Norden geht der Naturraum Schwalm in die Landsburger Senke über.
Zur naturräumlichen Untereinheit Schwalm gehören noch folgende Untereinheiten:
| Untereinheiten des Naturraumes Schwalm | Untereinheiten des Naturraumes Schwalm | Untereinheiten des Naturraumes Schwalm | Untereinheiten des Naturraumes Schwalm |
| Nummer                                 | Naturraum                              | Fläche km²                             | Topografische Karte                    |
| -------------------------------------- | -------------------------------------- | -------------------------------------- | -------------------------------------- |
| 343.0                                  | Schwalm                                |                                        |                                        |
| 343.00                                 | Schwalmgrund                           | 17,83                                  | TK25 Nr. 5121                          |
| 343.01                                 | Wasenberger Terrassen                  | 75,75                                  | TK25 Nr. 5121                          |
| 343.02                                 | Alsfelder Mulde                        | 61,71                                  | TK25 Nr. 5221                          |

Im landläufigen Sprachgebrauch wird unter dem Landschaftsnamen „Schwalm“ meistens nur der nördliche Teil, d. h. Wasenberger Terrassen und Schwalmgrund, verstanden, dazu siehe auch Schwalm (Kultur).